# Escoles públiques del Pla de Llerona
Les Escoles públiques del Pla de Llerona és una obra del municipi de les Franqueses del Vallès (Vallès Oriental) inclosa en l'Inventari del Patrimoni Arquitectònic de Catalunya.

## Descripció
Edifici rectangular de planta baixa. Presenta grans finestres a les quatre cares, al damunt de cada obertura hi ha un fals arc sobreposat fet de totxo vist, que té només funció decorativa. Hi ha una franja horitzontal que dona la volta a tot l'edifici i només s'interromp a les obertures, fet de totxo vermells a les cantoneres. En una de les cares s'obre una porta rectangular coberta per un porxo limitat lateralment per dos pilars, i cobert a tres vessants. A la base hi ha una mena de pòdium fet paredat que contrasta amb la resta de mur pintat de color blanc. Teulada està coberta a quatre vessants.

## Història
Les escoles es van construir l'any 1932 sota la direcció de l'arquitecte Manuel Raspall. Aquestes escoles tenen un gran similitud amb les de Marata, del mateix arquitecte i que repeteix els mateixos elements decoratius. Actualment, ambdues, estan en desús. Bohigas ha establert un subperíode dins el modernisme de Raspall, que ell anomena "barroquisme acadèmic" situat entre els anys 1921-1934. Pren aquest nom perquè pensa que Raspall retorna a formes barroc popular d'ornamentació plana, trets que es repeteixen en aquesta obra. És per aquesta raó que pensen que és més apropiat denominar l'obra com Bohigas i no com a modernisme.